# Liuwan (ort i Kina, Sichuan Sheng, lat 32,54, long 106,91)
Liuwan (kinesiska: 柳湾) är en ort i Kina. Den ligger i provinsen Sichuan, i den sydvästra delen av landet, omkring 340 kilometer nordost om provinshuvudstaden Chengdu. Antalet invånare är 5 872. Befolkningen består av 2 724 kvinnor och 3 148 män. Barn under 15 år utgör 19,0 %, vuxna 15-64 år 70 %, och äldre över 65 år 10,0 %.
Runt Liuwan är det ganska tätbefolkat, med 172 invånare per kvadratkilometer. Närmaste större samhälle är Xinmin, 15,2 km väster om Liuwan. I omgivningarna runt Liuwan växer i huvudsak blandskog.
Genomsnittlig årsnederbörd är 1 375 millimeter. Den regnigaste månaden är juli, med i genomsnitt 309 mm nederbörd, och den torraste är december, med 3 mm nederbörd.